# Vanuatu nos Jogos Olímpicos de Verão de 2016
O Vanuatu é uma das nações que compete nos Jogos Olímpicos de 2016 no Rio de Janeiro (Brasil, entre 5 e 21 de agosto.

## Boxe
O Vanuatu foi convidado em Solidariedade Olímpica (Comissão Tripartida) para enviar um lutador de boxe masculino à categoria Peso galo, voltando à modalidade pela primeira vez desde 1988.
Masculino
| Atleta          | Prova     | 16avos-de-final      | 8avos-de-final       | Quartos-de-final     | Semi-finais          | Final                | Final         |
| Atleta          | Prova     | Adversário Resultado | Adversário Resultado | Adversário Resultado | Adversário Resultado | Adversário Resultado | Classificação |
| --------------- | --------- | -------------------- | -------------------- | -------------------- | -------------------- | -------------------- | ------------- |
| Lionel Warawara | Peso galo |                      |                      |                      |                      |                      |               |

## Judo
Um judoca de Vanuatu conseguiu a qualificação para o torneio masculino de meio-peso (66 kg). Foi Joe Mahit, que ficou com um lugar continental da região da Oceânia como melhor judoca do seu país fora das posições de qualificação directa na Lista do Ranking Mundial da IJF em 30 de maio de 2016.
| Atleta    | Prova            | 32avos-de-final      | 16avos-de-final      | 8avos-de-final       | Quartos-de-final     | Semi-finais          | Repescagem           | Final / MB           | Final / MB    |
| Atleta    | Prova            | Adversário Resultado | Adversário Resultado | Adversário Resultado | Adversário Resultado | Adversário Resultado | Adversário Resultado | Adversário Resultado | Classificação |
| --------- | ---------------- | -------------------- | -------------------- | -------------------- | -------------------- | -------------------- | -------------------- | -------------------- | ------------- |
| Joe Mahit | −66 kg masculino | Ise                  | ARU Mata D por Ippon | Não se apurou        | Não se apurou        | Não se apurou        | Não se apurou        | Não se apurou        | Não se apurou |

## Remo
Vanuatu recebeu um convite de Solidariedade Olímpica (Comissão Tripartida) para enviar um remador de skiff simples masculino, sendo a estreia do país na modalidade em Jogos Olímpicos.
| Atleta        | Prova                   | Mangas  | Mangas        | Repescagem | Repescagem    | Quartos-de-final | Quartos-de-final | Semi-finais | Semi-finais   | Final | Final         |
| Atleta        | Prova                   | Tempo   | Classificação | Tempo      | Classificação | Tempo            | Classificação    | Tempo       | Classificação | Tempo | Classificação |
| ------------- | ----------------------- | ------- | ------------- | ---------- | ------------- | ---------------- | ---------------- | ----------- | ------------- | ----- | ------------- |
| Luigi Teilemb | Skiff simples masculino | 8:00.42 | 6º (R)        |            |               |                  |                  |             |               |       |               |

Legenda da qualificação FA=Final A (atribuição de medalhas); FB=Final B (sem medalhas); FC=Final C (sem medalhas); FD=Final D (sem medalhas); FE=Final E (sem medalhas); FF=Final F (sem medalhas); SA/B=Semi-finais A/B; SC/D=Semi-finais C/D; SE/F=Semi-finais E/F; QF=Quartos-de-final; R=Repescagem

## Ténis de mesa
Vanuatu qualificou um mesa-tenista para as Olimpíadas, Yoshua Shing, que regressa depois da presença em 2012 graças a uma vaga não usada pela Nova Zelândia conquistada no Torneio de Qualificação da Oceânia em Bendigo, Austrália. Shing ficou pelo caminho logo na ronda preliminar, ao perder por 4-0 contra o mexicano Marcos Madrid.
| Atleta       | Prova                | Ronda preliminar     | 1ª ronda             | 2ª ronda             | 3ª ronda             | 8avos-de-final       | Quartos-de-final     | Semi-finais          | Final / MB           | Final / MB    |
| Atleta       | Prova                | Adversário Resultado | Adversário Resultado | Adversário Resultado | Adversário Resultado | Adversário Resultado | Adversário Resultado | Adversário Resultado | Adversário Resultado | Classificação |
| ------------ | -------------------- | -------------------- | -------------------- | -------------------- | -------------------- | -------------------- | -------------------- | -------------------- | -------------------- | ------------- |
| Yoshua Shing | Individual masculino | MEX Madrid D 4–0     | Não se apurou        | Não se apurou        | Não se apurou        | Não se apurou        | Não se apurou        | Não se apurou        | Não se apurou        | Não se apurou |